# تشيرنو سامبا
تشيرنو سامبا (بالإنجليزية: Cherno Samba)‏ هو لاعب كرة قدم غامبي في مركز الهجوم، ولد في 10 نوفمبر 1985 في بانجول في غامبيا. شارك مع منتخب إنجلترا تحت 16 سنة لكرة القدم ومنتخب إنجلترا تحت 17 سنة لكرة القدم ومنتخب إنجلترا تحت 18 سنة لكرة القدم ومنتخب إنجلترا تحت 19 سنة لكرة القدم ومنتخب إنجلترا تحت 20 سنة لكرة القدم ومنتخب غامبيا لكرة القدم. أما مع النوادي، فقد لعب مع نادي بانيتوليكوس ونادي بليموث أرجايل ونادي ريكسهام ونادي قادش ونادي ميلوول وهكا.

## وصلات خارجية
- تشيرنو سامبا على موقع الاتحاد الدولي (مؤرشف)  (الإنجليزية)
- تشيرنو سامبا على موقع قاعدة بيانات كرة القدم.إي يو (الإنجليزية)
- تشيرنو سامبا على موقع ناشيونال فوتبول تيمز (الإنجليزية)
- تشيرنو سامبا على موقع Soccerbase.com (لاعب) (الإنجليزية)
- تشيرنو سامبا على موقع Soccerway.com (الإنجليزية)
- تشيرنو سامبا على موقع عالم كرة القدم.نت (الإنجليزية)